# Paweł Chmielewski (zesłaniec)
Paweł Chmielewski, Balcer Chmielewski (ros. Павел Хмелевский, ur. u schyłku XVI w., zm. w XVII w.) – polski szlachcic, zesłaniec, wysoki urzędnik carski. 
W czasie dymitriad był żołnierzem w polskiej armii. W 1612 jako rotmistrz oblężonego polskiego garnizonu Moskwy przeszedł na stronę Rosji. Przyjął prawosławie. W 1614 podjął próbę ucieczki do Polski z Moskwy. Po wykryciu tego zamiaru przez władze carskie, zesłany do Tobolska w charakterze ważnego przestępcy państwowego. Tam szybko odzyskał wolność i w 1622 został mianowany naczelnikiem Jenisejska, a także wojewodą jenisejskim. W 1625 awansowany na funkcję kontrolera wojewodów carskich w Mangazei (obecnie nieistniejące miasto i kraj zachodniej Syberii), posiadał też wtedy funkcję wojewody mangazejskiego. Przyłapany na malwersacjach dokonanych w czasie inspekcji, ukarany został konfiskatą nielegalnie pozyskanych dóbr, jednak eksponowane stanowiska zachował. W końcu oskarżony o obraźliwe zachowanie w cerkwiach (według treści donosu wchodził tam z szablą, kładł ją na świętych miejscach, czasami był w cerkwi niekompletnie ubrany) zesłany (przy zachowaniu niższej rangi szlacheckiej tzw. „syna bojarskiego” i dalej w służbie państwowej) do Tomska. W drodze zachorował i zmarł. 
O Chmielewskim powstało kilka prac, np.:
- Бахрушин, 1955. Павел Хмелевский. Naucznyje trudy, t. 3 cz.1
- A.Darowski. Balcer Chmielewski. Szkice historyczne, St. Petersburg 1897.